# Ryo Kase
Ryo Kase (加瀬 亮 Kase Ryō?, nacido el 9 de noviembre de 1974 en Yokohama) es un actor japonés.

## Primeros años
Kase nació en Yokohama, Prefectura de Kanagawa. Se mudó a Bellevue, Washington, Estados Unidos, poco después de su nacimiento, debido a la transferencia del trabajo de su padre.

## Carrera
Kase hizo su debut en la pantalla en Gojoe reisenki: Gojoe de Sogo Ishii en 2000.
Protagonizó la película de 2007 de Masayuki Suo Soredemo boku wa yattenai.

### Películas internacionales
También ha aparecido en películas como Cartas desde Iwo Jima de Clint Eastwood, Tokyo! de Michel Gondry, Restless de Gus Van Sant, Like Someone in Love de Abbas Kiarostami, Jayuui Eondeok de Hong Sang-soo, Outrage y Outrage Beyond de Takeshi Kitano, Silencio de Martin Scorsese y el Bel Canto de Paul Weitz. 

## Filmografía

### Películas
| Año  | Título                                             | Papel                    | Director                                      | Notas                      |
| ---- | -------------------------------------------------- | ------------------------ | --------------------------------------------- | -------------------------- |
| 2000 | Gojoe reisenki: Gojoe                              | Kamuro                   | Sogo Ishii                                    |                            |
| 2001 | Misuzu                                             | Masasuke                 | Sho Igarashi                                  |                            |
| 2001 | Hush!                                              | Soba-ya cashier          | Ryosuke Hashiguchi                            |                            |
| 2001 | Godzilla, Mothra, King Ghidorah: Daikaijū Sōkōgeki | Fisher                   | Shūsuke Kaneko                                |                            |
| 2002 | Rock'n'Roll Mishin                                 | Kenji Hamada             | Isao Yukisada                                 |                            |
| 2003 | Bright Future                                      | Fuyuki Arita             | Kiyoshi Kurosawa                              |                            |
| 2003 | When the Last Sword Is Drawn                       | Shohei Kondo             | Yōjirō Takita                                 |                            |
| 2003 | Kakuto                                             | Shinji                   | Yūsuke Iseya                                  |                            |
| 2004 | Cutey Honey: La Película                           | Todoroki                 | Hideaki Anno                                  |                            |
| 2004 | 69                                                 | Ryo Otaki                | Sang-il Lee                                   |                            |
| 2004 | El sabor del té                                    | Rokutaro Hamadayama      | Katsuhito Ishii                               |                            |
| 2004 | Dare mo Shiranai                                   | Mini-market employee     | Hirokazu Koreeda                              |                            |
| 2005 | Pacchigi!                                          | Hideto Noguchi           | Kazuyuki Izutsu                               |                            |
| 2005 | Female                                             | Man                      | Ryuichi Hiroki Suzuki Matsuo Shinya Tsukamoto | Segmento "Tamamushi"       |
| 2005 | Guan Yu Ai                                         | Tecchan                  | Ten Shimoyama Yee Chin-yen Zhang Yibai        | Segmento "Taipei"          |
| 2005 | Scrap Heaven                                       | Shingo                   | Sang-il Lee                                   |                            |
| 2005 | The Passenger                                      | Akira                    | François Rotger                               |                            |
| 2005 | Custom Made 10.30                                  | Probationer angel "Jeff" | Hajime Ishimine                               |                            |
| 2005 | Dead Run                                           | Yuji Miyahara            | SABU                                          |                            |
| 2005 | Su-ki-da                                           |                          | Hiroshi Ishikawa                              |                            |
| 2006 | Naisu no Mori THE FIRST CONTACT                    | Takefumi                 | Katsuhito Ishii                               |                            |
| 2006 | Hana                                               | Sodekichi                | Hirokazu Koreeda                              |                            |
| 2006 | Honey and Clover                                   | Takumi Mayama            | Masahiro Takata                               |                            |
| 2006 | Strawberry Shortcakes                              | Nagai                    | Hitoshi Yazaki                                |                            |
| 2006 | Cartas desde Iwo Jima                              | Superior Private Shimizu | Clint Eastwood                                |                            |
| 2006 | Retribution                                        | Sailor                   | Kiyoshi Kurosawa                              |                            |
| 2007 | Soredemo boku wa yattenai                          | Teppei Kaneko            | Masayuki Suo                                  |                            |
| 2007 | Megane                                             | Yomogi                   | Naoko Ogigami                                 |                            |
| 2008 | Inu to Watashi no Jū no Yakusoku                   | Susumu Hoshi             | Katsuhide Motoki                              |                            |
| 2008 | Gururi no koto                                     | Tsuyoshi Tanaka          | Ryōsuke Hashiguchi                            |                            |
| 2008 | Sky Crawlers                                       | Yūichi Kannami           | Mamoru Oshii                                  |                            |
| 2008 | Paco to Mahō no Ehon                               | Kōichi                   | Tetsuya Nakashima                             |                            |
| 2008 | Tokyo!                                             | Akira                    | Michel Gondry Leos Carax Bong Joon-ho         | Segmento "Interior Design" |
| 2009 | Jûryoku Pierrot                                    | Izumi Okuno              | Junichi Mori                                  |                            |
| 2010 | Outrage                                            | Ishihara                 | Takeshi Kitano                                |                            |
| 2010 | Kaitanshi Jokei                                    | Haruo Meguro             | Kazuyoshi Kumakiri                            |                            |
| 2011 | Restless                                           | Hiroshi                  | Gus Van Sant                                  |                            |
| 2012 | Like Someone in Love                               | Noriaki                  | Abbas Kiarostami                              |                            |
| 2012 | Outrage Beyond                                     | Ishihara                 | Takeshi Kitano                                |                            |
| 2012 | SPEC: Ten                                          | Takeru Sebumi            | Yukihiko Tsutsumi                             | [ 10 ]                     |
| 2013 | Ore Ore                                            | Tajima                   | Satoshi Miki                                  |                            |
| 2013 | Pecoross no Haha ni Ai ni Iku                      | Satoru Okano             | Azuma Morisaki                                |                            |
| 2013 | SPEC: Close                                        | Takeru Sebumi            | Yukihiko Tsutsumi                             | [ 10 ]                     |
| 2013 | Hajimari no Michi                                  | Keisuke Kinoshita        | Keiichi Hara                                  |                            |
| 2014 | Jayuui Eondeok                                     | Mori                     | Hong Sang-soo                                 |                            |
| 2014 | Watashi no Hawai no aruki kata                     | Tomoya Abe               | Koji Maeda                                    |                            |
| 2014 | Judge!                                             |                          | Akira Nagai                                   |                            |
| 2015 | Umimachi Diary                                     | Miu Sakashita            | Hirokazu Koreeda                              |                            |
| 2015 | Foujita                                            | Kanjiro                  | Kōhei Oguri                                   |                            |
| 2016 | Azumi Haruko wa Yukuefumei                         | Sawai (Policeman)        | Daigo Matsui                                  |                            |
| 2016 | Silencio                                           | João (Chokichi)          | Martin Scorsese                               |                            |
| 2017 | Sangatsu no Lion                                   | Tōji Sōya                | Keishi Ōtomo                                  |                            |
| 2017 | Sangatsu no Lion Kohen                             | Tōji Sōya                | Keishi Ōtomo                                  |                            |
| 2017 | Moonlight Shimo-ochiai                             |                          | Tasuku Emoto                                  |                            |
| 2018 |                                                    | Takeshi Fujita           | Shūichi Okita                                 |                            |
| 2018 | Suzuki-ke no Uso                                   |                          | Katsumi Nojiri                                |                            |
| 2019 | Tabi no Owari, Sekai no Hajimari                   | Iwao                     | Kiyoshi Kurosawa                              |                            |
| 2021 | Minamata                                           | Kiyoshi                  | Andrew Levitas                                |                            |

### Televisión
- Shokuzai (2012)
- Zoku Saigo Kara Nibanme no Koi (2014)
- Kono Machi no Inochi ni (2016)
- Shokuzai (2018)